# فرانسوا أيسن
فرانسوا أيسن هو نقاش ورسام بلجيكي وهولندي، ولد في 1695 في بروكسل في بلجيكا، وتوفي في 1778 في باريس في فرنسا.